# Undervelier
Undervelier (toponimo francese; in tedesco Underswiler, desueto) è una frazione di 291 abitanti del comune svizzero di Haute-Sorne, nel Canton Giura (distretto di Delémont).

## Storia

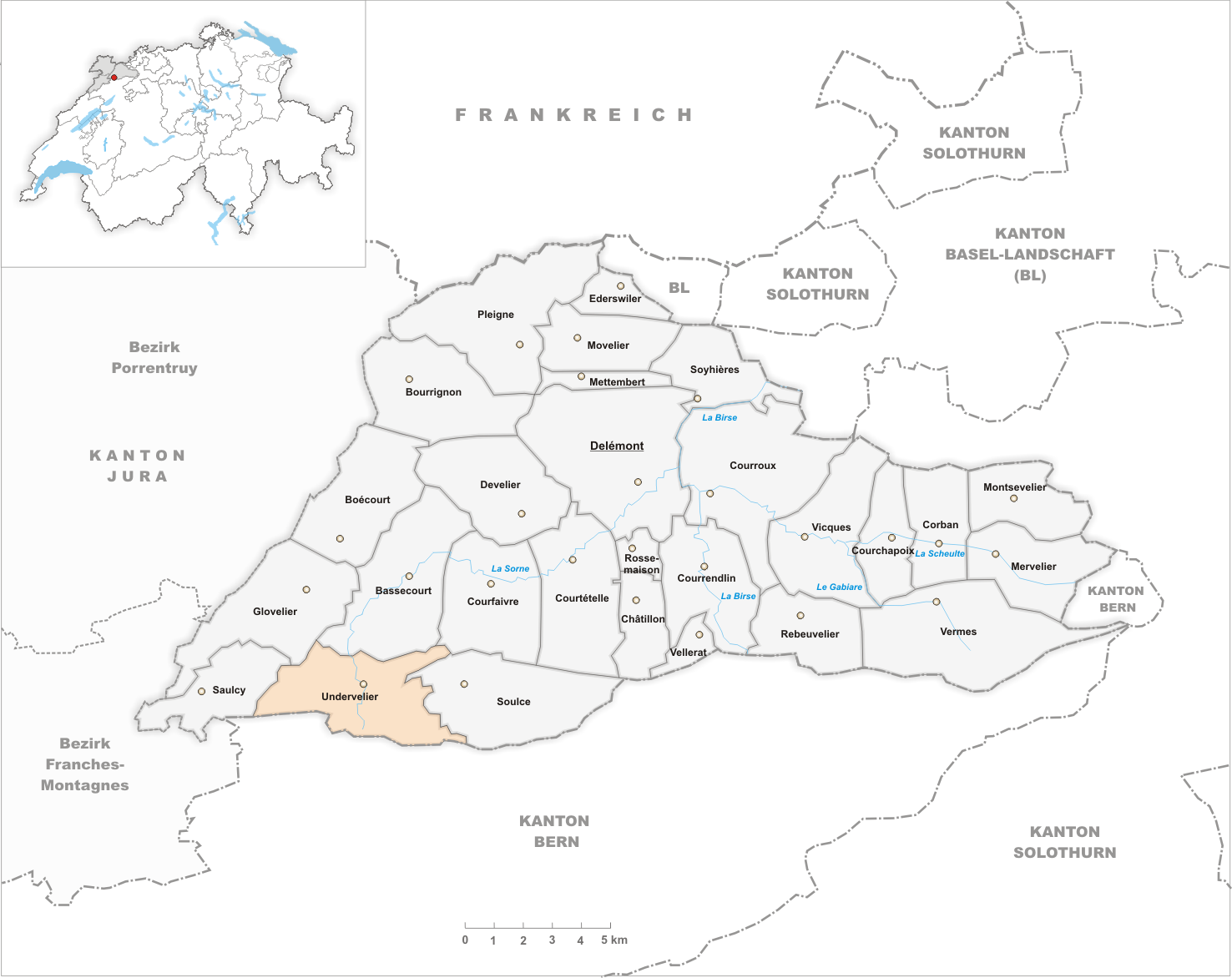
Il territorio del comune di Undervelier prima degli accorpamenti comunali del 2013

Già comune autonomo che si estendeva per 14,00 km², il 1º gennaio 2013 è stato accorpato agli altri comuni soppressi di Bassecourt, Courfaivre, Glovelier e Soulce per formare il nuovo comune di Haute-Sorne.

## Monumenti e luoghi d'interesse

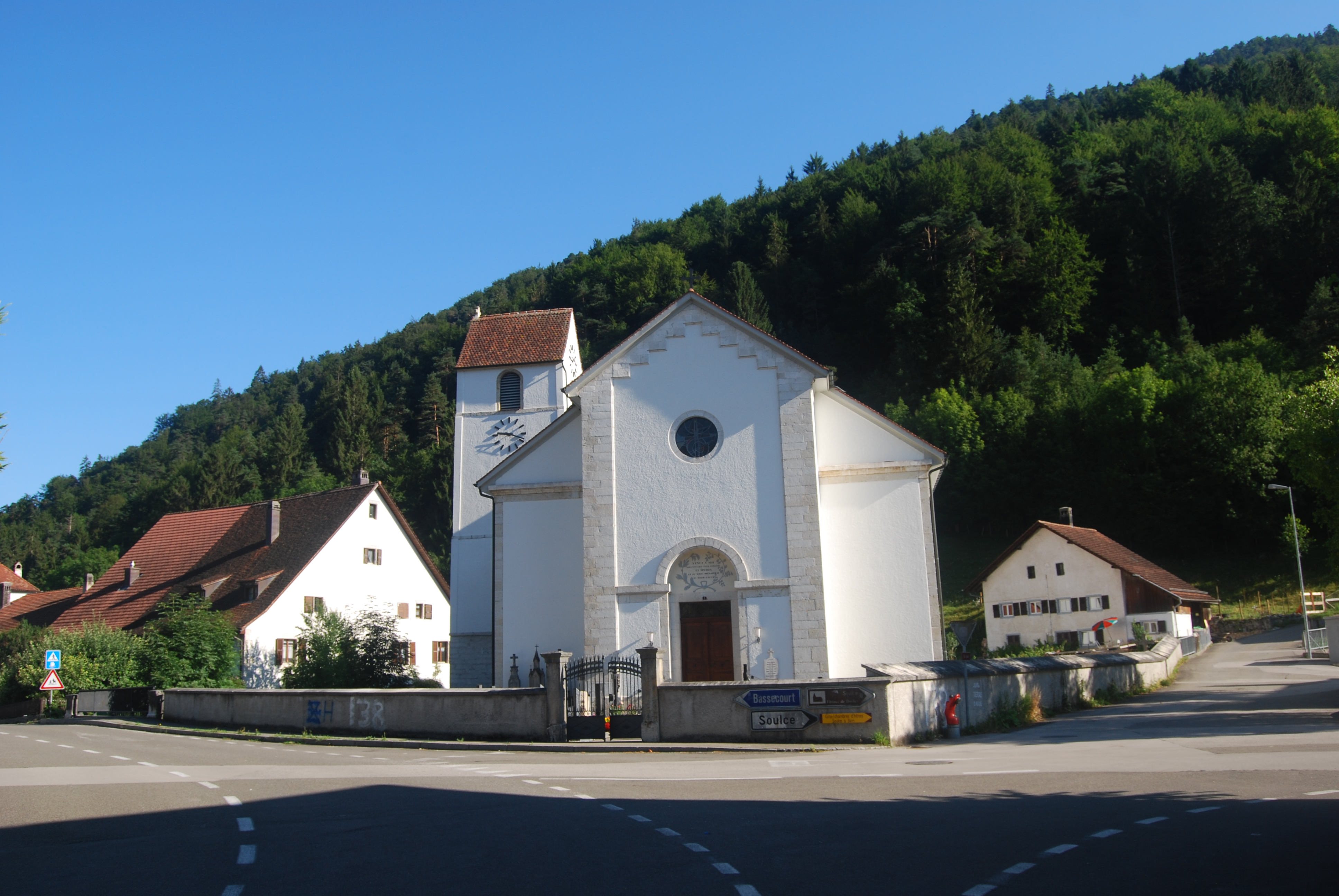
La chiesa di Sant'Erardo

- Chiesa cattolica di Sant'Erardo, attestata dall'XI secolo e ricostruita nel 1841-1844[1].

## Società

### Evoluzione demografica
L'evoluzione demografica è riportata nella seguente tabella:
Abitanti censiti

## Amministrazione
Dal 1853 comune politico e comune patriziale erano uniti nella forma del commune mixte.